# 索萊什蒂鄉
46°46′N 27°47′E / 46.767°N 27.783°E
索萊什蒂鄉（羅馬尼亞語：Comuna Solești, Vaslui），是羅馬尼亞的鄉份，位於該國東北部，由瓦斯盧伊縣負責管轄，面積67平方公里，海拔高度194米，2007年人口3,942，人口密度每平方公里59人。